# ナンヨウアブラギリ
ナンヨウアブラギリ（南洋油桐、学名: Jatropha curcas）は、トウダイグサ科の中南米原産の落葉低木。別名はタイワンアブラギリ、または学名からジャトロファ、ヤトロファなど。原産地は中南米であるが、16世紀以降、スペイン商人などの手により世界中に伝播した。
リンネの『植物の種』(1753年) で記載された植物の一つである。

## 特徴
樹高3 - 8メートル程度。少ない降水量のやせた土地でも生長が早く、旱魃や病気に強い。樹齢は最大50年程度。
トウゴマよりもひとまわり小さな、重量600ミリグラム前後の黒褐色の種子をつける。仁の約60%は脂質で、他にホルボールエステル類やレクチン、トリプシン阻害剤などの有毒成分を含む。非食性植物である。

## 利用

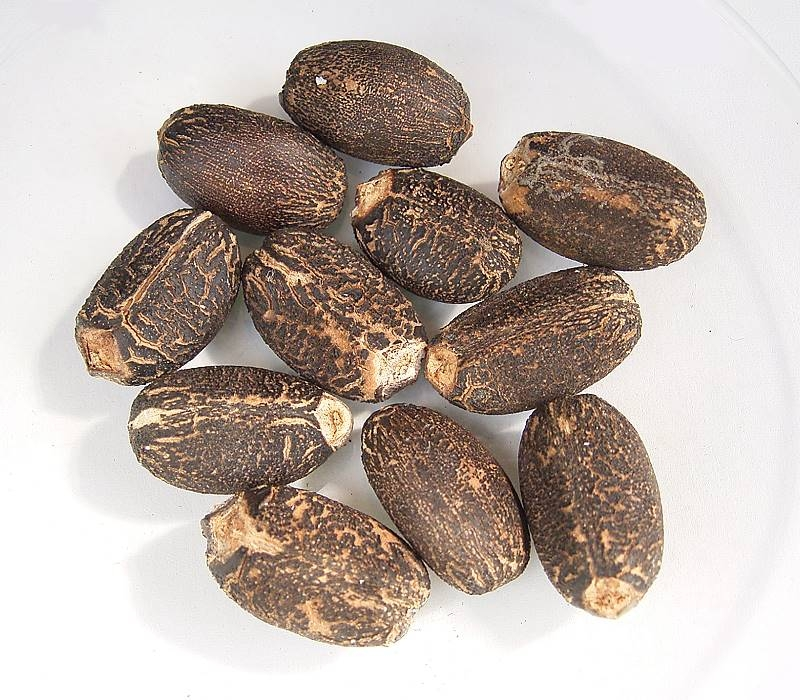
ナンヨウアブラギリの種子

種子は毒性が強いが、油分に極めて富むことから、古くから利用が行われている。現在では、石けんやロウソクのほか、下剤や解熱剤などの医薬品にも利用されている。日本では鉢植えの観葉植物としても、流通している。
毒性を利用して、農地などでは生きた防護柵として植えられている。また、高い殺貝作用を持つことから、種子抽出物を住血吸虫の中間宿主となるカタツムリの駆除へ利用することが試みられている。
2010年12月、かずさDNA研究所はゲノム解読に成功したと発表。

### バイオディーゼルの原料
もともと播種や挿し木で増殖が可能であることから、古くから植物性の燃料資源として着目されており、かつては日本軍もこれに着目し、インドネシアにおいて栽培計画も存在した。
ナンヨウアブラギリの実から精製した油は、ジャトロファ燃料ともよばれ、1990年代以降は地球温暖化対策の切り札として、植物性バイオディーゼル燃料の材料としても脚光を浴びている。特にバイオマスエタノールなど、自動車用バイオ燃料の生産が本格化した21世紀以降、毒性があるため食用とはならず、食料の供給を圧迫しないというメリットが喧伝されている。
日本でジャトロファ事業を行っている日本植物燃料によれば、干ばつに強く、通常食用植物の栽培が行われない酸性土壌でも育ち、1ヘクタール（ha）当たり毎年5トンの種子の収穫が見込め、上質油部分のみで35%が期待でき、アブラヤシほどではないが、ナタネや大豆、ヒマワリなど他の油脂植物よりも採油効率が高いとされている。加えて搾りかすも発電燃料として期待できる。
ジャトロファ（ナンヨウアブラギリ）をフィリピンや日本の沖縄県宮古島で栽培開発をしているバイオマス・ジャパンによると、ジャトロファの油脂性質は燃料向きで、絞っただけのクルードオイルでA重油相当、精製エステル交換反応すればバイオディーゼル燃料として使えるという。
出光興産はベトナム中南部のビンディン省で試験栽培を行い、2011年から国営石油大手ペトロベトナムと共同で製油所内に燃料製造設備を計画した。
電力中央研究所の研究報告によれば、ジャトロファの油脂は、低温時の流動性に問題が起こる可能性がある。

## 栽培
25°N - 30°Sの熱帯・亜熱帯で成育し、気温は20 - 40℃、降雨量は年750 - 3000ミリメートル程度が適する。長い乾季には落葉して耐えることができるが、水はけの悪い土壌や霜が降りる高山は不適である。酸・アルカリ質の土地にも適応するが、収量は落ちる。高い収量を得るには適切な条件が必要であり、収量が上がらないために栽培が中止された場所も多い。
1 ha当たり1000 - 2000株を植栽でき、3 - 4年目から収穫できる。種の収量は1 ha当たり800 - 1500キログラム。痩せた土地でも育つが、収量を増やすには施肥が不可欠である。収穫には1 ha当たり60人日が必要であり、これはワタ（35人日）より多い。栽培されている農地は、世界全体で90万haに達する（2008年）。
批判
現在計画されている大量栽培地や予定地の多くは、キャッサバなどの既存の畑作地からの転用であったり、他の農作物と切り替えがされると予想されている。そのために、食料との競合による不足を懸念する声も上がっている。インド人農学者デヴィンダー・シャルマによれば、インドでは1100万ヘクタールの土地がバイオディーゼルの生産に使われる植物「ジャトロファ（ナンヨウアブラギリ）」用に割り当てられているという。これはスイスの表面積の3倍の広さに当たる。「貧しい人たちがおなかを空かせて寝床に着き、ますます多くの農民が失業に追い込まれている一方で、インドはアグロ燃料作物の主にジャトロファの大規模プランテーションを奨励する一連の影響をまともに受けている」との意見もある。